# نهائي كأس تركيا 2007
نهائي كأس تركيا 2007 هي المباراة النهائية من منافسة كأس تركيا 2006–07، أقيمت المباراة في 2007، في ملعب إزمير أتاتورك ‏، بين فريقي نادي بشكتاش، وقيصري إيرسيسبور، وفاز فيها نادي بشكتاش، بعد أن هزم قيصري إيرسيسبور، بنتيجة 1 - 0، وحضر المباراة 40000  شخصاً.

## تفاصيل المباراة
لعبت المباراة النهائية في 2007.
| نادي بشكتاش | 1 -0 | قيصري إيرسيسبور |
| ----------- | ---- | --------------- |
|             |      |                 |